# 프라크리티
프라크리티(산스크리트어: प्रकृति)는 "모든 것의 원본 또는 자연적인 형태나 상태, 원본 또는 주요 물질"이다. 이는 상키야 학파에 의해 정립된 힌두교의 핵심 개념으로, 단순히 물질이나 자연을 지칭하는 것이 아니라 현실의 모든 인지적, 도덕적, 심리적, 감정적, 감각적 및 물리적 측면을 포함한다. 프라크리티는 세 가지 다른 타고난 속성인 구마를 가지고 있으며, 이들의 균형은 모든 경험적 현실의 기초가 된다. 이는 다섯 가지 판차마하부타 (기본 요소)인 아카샤, 바유, 아그니, 잘라, 프루트비의 형태를 띤다. 프라크리티는 순수한 인식과 형이상학적 의식인 푸루샤와 대조된다. 이 용어는 자이나교 및 불교와 같은 다른 인도 종교의 경전에서도 발견된다.

## 어원과 의미
프라크리티(산스크리트어: प्रकृति)는 "어떤 것을 미리 또는 처음에 만들거나 놓는 것, 어떤 것의 원본 또는 자연적인 형태나 상태, 원본 또는 주요 물질"을 의미하는 초기 인도 개념이다. 이 용어는 야스카 (기원전 600년경)가 《니룩타》에서 논의했으며, 수많은 힌두교 경전에서 발견된다. 힌두교 경전에서는 "자연, 몸, 물질, 현상계"를 의미한다.
댄 루스트하우스에 따르면,
Sāṃkhya에서 푸루샤는 관찰자, '증인'을 의미한다. 프라크리티는 현실의 모든 인지적, 도덕적, 심리적, 감정적, 감각적 및 물리적 측면을 포함한다. 종종 '물질' 또는 '자연'으로 오역되는데, 비-Sāṃkhyan 용법에서는 '본질적 본성'을 의미하지만, 이는 프라크리티의 인지적, 정신적, 심리적 및 감각적 활동에 대한 Sāṃkhyan의 강한 강조에서 벗어난다. 더욱이, 미묘하고 거친 물질은 그 가장 파생적인 부산물이며, 그 핵심이 아니다. 오직 프라크리티만이 작용한다.

## 판차 프라크리티
산스크리트어 뿌리에서 파생된 인도 언어에서 프라크리티는 모든 생명체의 여성적인 측면을 의미한다. 여성은 프라크리티의 상징으로 볼 수 있다.
산스크리트 경전인 브라마 바이바르타 푸라나, 데비 마하트미야, 데비 바가바타 푸라나에 따르면, 다섯 힌두 여신이 프라크리티의 완전한 여성적 인격화로 여겨진다. 그들은 사라스바티, 락슈미, 파르바티, 가야트리, 라다이다. 이 다섯 여신은 함께 판차 프라크리티로 숭배된다.

## 상키야 학파

상키야 철학의 요소

상키야 철학에서 프라크리티라는 용어는 세 가지 다른 방식으로 사용된다. 프라크리티는 때때로 뮬라-프라크리티(근본-본성)를 구체적으로 지칭하는데, 이는 미현현(avyakta) 또는 주요(pradhana)라고도 알려져 있으며, 물질 세계의 근본적이고 원인 없는 원천이다. 비크리티(변형)와 짝을 이룰 때 프라크리티는 "원천"을 의미하며, 뮬라-프라크리티만이 프라크리티이고, 지성, 자아, 다섯 가지 감각적 속성은 프라크리티이자 비크리티로, 여덟 가지 프라크리티를 형성한다. 프라크리티는 미현현과 현현된 것을 모두 포함하는 전체 24개의 타트바(요소)를 지칭할 수도 있다.
상키야 학파 경전은 프라크리티를 푸루샤(영혼, 의식)와 대조하며, 프라크리티는 "물질 세계, 자연, 물질, 신체적 및 심리적 특성, 구성, 기질, 성향"을 의미한다. 노르웨이의 종교학자인 크누트 야콥센에 따르면, 상키야 학파의 이원론적 시스템에서 "푸루샤는 순수한 의식의 원리이고, 프라크리티는 물질의 원리"이며, 푸루샤는 모든 살아있는 존재의 의식적인 증인이고, 프라크리티는 현현된 세계이다.
바가바드 기타와 상키야 학파 철학 모두 프라크리티가 세 가지 구나로 구성된다고 가정한다. 이 세 구나는 사트바(보존), 라자스(창조), 타마스(파괴)이다. 사트바는 선함, 빛, 조화의 특성을 포함한다. 라자스는 에너지, 활동, 열정의 개념과 연관되어 있으며, 어떻게 사용되느냐에 따라 영혼의 진화에 도움이 되거나 방해가 될 수 있다. 타마스는 일반적으로 관성, 어둠, 둔감함과 관련된다. 타마스적인 영혼은 어둠에 잠겨 해탈에 도달하는 데 가장 오랜 시간이 걸린다고 여겨진다.
상키야 학파에서 프라크리티는 세 가지 구나로 구성되어 있으며, 우주가 현현하기 전에는 서로의 속성을 중화시키며 균형 상태에 존재한다. 상키야 학파는 세계의 복잡하고 목적 지향적인 본성이 다른 어떤 것, 특히 의식 있는 영혼을 위해 존재한다는 것을 시사한다고 주장한다. 이 견해는 프라크리티가 비의식적임에도 불구하고, 우유가 송아지를 기르는 것과 유사하게 영혼의 해탈을 돕는 역할을 한다고 제안한다.

## 요가수트라
파탄잘리의 《요가수트라》에서 프라크리티는 물리적 측면을 포함한 전체 우주를 포괄하는 것으로 묘사된다. 이는 사트바, 라자스, 타마스라는 세 가지 구나로 특징지어진다. 그러나 본문 내의 강조점은 주로 이러한 구나의 심리적 발현에 있다. 가장 순수한 구나인 사트바는 마음(citta)에서 발현될 때 명료함, 평온, 지혜, 분별력, 무애착, 행복, 평화로움과 같은 특성과 관련된다. 라자스는 갈망, 힘, 다양한 형태의 움직임과 창조적 활동과 같은 특성으로 특징지어진다. 타마스는 무지, 망상, 무기력, 건설적인 활동에 대한 무관심과 같은 특성으로 표시된다. 이러한 심리적 속성은 요가에서 구나의 본질을 드러낸다.

## 바가바드 기타
《바가바드 기타》는 프라크리티가 신(크리슈나)에 의해 창조되고 통제되는 우주의 물질 에너지로서의 역할과 여러 구절에서 푸루샤와의 구별을 강조한다. 4장 6절에서 크리슈나는 프라크리티를 자신의 힘으로 묘사하며, 이를 통해 세상에 현현한다고 말한다. 7장 4절과 5절에서 크리슈나는 두 가지 유형의 프라크리티를 언급한다.
지구, 물, 불, 공기, 공간, 마음, 지성, 그리고 자아 의식은 나의 에너지인 프라크리티의 여덟 가지 구성 요소를 이룬다.
이것은 열등한 프라크리티이지만, 그와 구별되는 나의 더 높은 프라크리티에 대해서도 알아야 한다. 오 강한 자여, 이것은 생명의 요소인 지바 부타이며, 이것으로 인해 이 세상이 제자리에 유지된다.— 바가바드 기타, 7장 4-5절

13장 19-23절에서 크리슈나는 프라크리티와 푸루샤의 영원한 본성과 그 구별에 대해 논한다.
프라크리티(물질)와 푸루샤(영혼) 둘 다 시작이 없다는 것을 이해해야 한다. 또한 모든 변형과 구나가 프라크리티에서 비롯된다는 것을 알아야 한다.— 바가바드 기타, 13장 19절

《바가바드 기타》에서는 "원초적인 동력"으로 묘사된다. 그것은 우주의 본질적인 구성 요소이며, 창조의 모든 활동의 기초가 된다.

## 베단타 학파
인도 철학의 하위 학파인 비슈시타드바이타 베단타에서 프라크리티는 여섯 가지 물질(드라비아) 중 하나이다. 구나(속성)는 원초적 본성(프라크리티)의 속성이지, 상키야와 달리 그 구성 요소가 아니다. 이러한 속성들은 프라크리티와 분리할 수 없지만, 동일하지는 않으며 이슈바라와 불가분하게 연결되어 있다. 비슈시타드바이타 베단타에서 프라크리티는 영원한 현현(니티야비부티)에 의해 상한이 정해지는 반면, 상키야에서는 무한하다.
드바이타 베단타에 따르면, 프라크리티는 세계의 물질적 원인(사트카랴바다)이다.
프라크리티는 더 광범위하게 힌두교 경전 내에서 마야 개념과 밀접하게 연관되어 있다.

## 자이나교
자이나교에서 "프라크리티"라는 용어는 업 이론에서 사용되며, "영혼(지바)의 완벽함을 덮고 해탈을 방해하는 물질의 형태"로 간주된다.

## 참고 문헌
- Bryant, Edwin F. (2009). 《The Yoga Sūtras of Patañjali: A New Edition, Translation and Commentary》. New York: North Point Press. ISBN 978-0865477360.
- Grimes, John A. (1996). 《A Concise Dictionary of Indian Philosophy: Sanskrit Terms Defined in English》. State University of New York Press. ISBN 0791430677.
- Sutton, Nicholas (2016). 《Bhagavad-Gita》 (영어). Oxford Centre for Hindu Studies. ISBN 978-1-366-61059-1.